# Регалейра
Ки́нта да Регале́йра (порт. Quinta da Regaleira — имение Регалейра) — дворцово-парковый комплекс неподалёку от Синтры (Португалия), на территории которого находятся романтический дворец в стиле неоготики, часовня и парк с озёрами, гротами, фонтанами и различными архитектурными капризами. Носит название по имени баронессы Регалейра, которая приобрела поместье в 1840 году; известен также как дворец миллионера Монтейру. Входит в состав «Культурного ландшафта Синтры», в 1995 году включённого в Список объектов всемирного наследия.

## Владельцы
На протяжении веков эти земли принадлежали различным людям: известно, что в 1697 году территория, примерно соответствующая современным границам усадебного комплекса, принадлежала некоему Жозе Лейте (порт. José Leite). В 1715 году Кинта да Торре (порт. Quinta da Torre — «имение башни») приобрёл Франшиску Алберту де Каштру, который использовал горные источники, здесь расположенные, для снабжения городских фонтанов Синтры. В 1830 году «имение Кастру» (порт. Quinta do Castro) перешло в руки Мануэла Бернарду, в 1840 году его приобрела Ален Регалейра, дочь состоятельного торговца из Порту, вскоре после этого получившая титул баронессы. В 1892 году владение за 25 000 португальских реалов приобрёл меценат и коллекционер Карвалью Монтейру, благодаря которому вся территория и приобрела свой нынешний вид. В 1942 году поместье было продано Вальдемару д’Ори, который использовал его в качестве частной резиденции, а в 1987 году стало собственностью японской корпорации Aoki. В марте 1996 года городской совет Синтры смог выкупить имение, после чего началась его активная реставрация.

## Создание музея
Для управления имением был создан специальный фонд, Fundação Cultursintra (официально зарегистрирован 13 января 1997 года), в числе учредителей которого Ассоциация защиты культурного наследия Синтры, городской совет Синтры, Институт сохранения культурного наследия, министерство культуры, Католический университет Португалии и другие организации. В июне 1998 года Кинта да Регалейра была открыта для посещения публики. В феврале 2002 года усадьба получила статус памятника архитектуры.

## История построек
Будучи членом масонской ложи, Монтейру задумал облагоустроить своё загородное имение таким образом, чтобы оно в символическом виде отображало его интересы и философию. К воплощению этих идей Монтейру привлёк итальянского архитектора Луиджи Манини, в то время работавшего в Португалии. Следуя веяниям моды того времени и отвечая запросам заказчика, Луиджи Манини совместил в проекте стилевые элементы архитектуры различных эпох: романского стиля, готики, ренессанса и мануэлино. Строительство началось в 1904 году, и к 1910 году большинство проектов было уже реализовано. Как результат, в имении появились четырёхэтажный дворец и католическая часовня, а окружающая их территория была превращена в фантазийный «Райский сад», раскинувшийся на четырёх гектарах.

## Дворец Регалейра
Фасад четырёхэтажного дворца богато декорирован: он изобилует готическими башенками, горгульями и капителями. Строение венчает восьмиугольная башня, под которой находится «Пещера Леды». На первом этаже дворца, частично сохранившем своё декоративное оформление, были расположены гостиная, столовая, бильярдная, гардероб и спальня хозяина. На втором этаже находились его кабинет и спальни служанок. На третьем — гладильная комната и небольшое помещение с выходом на террасу, а в подвале — спальни для служащих-мужчин, кухня с лифтом для подъёма пищи на первый этаж и различные складские помещения.

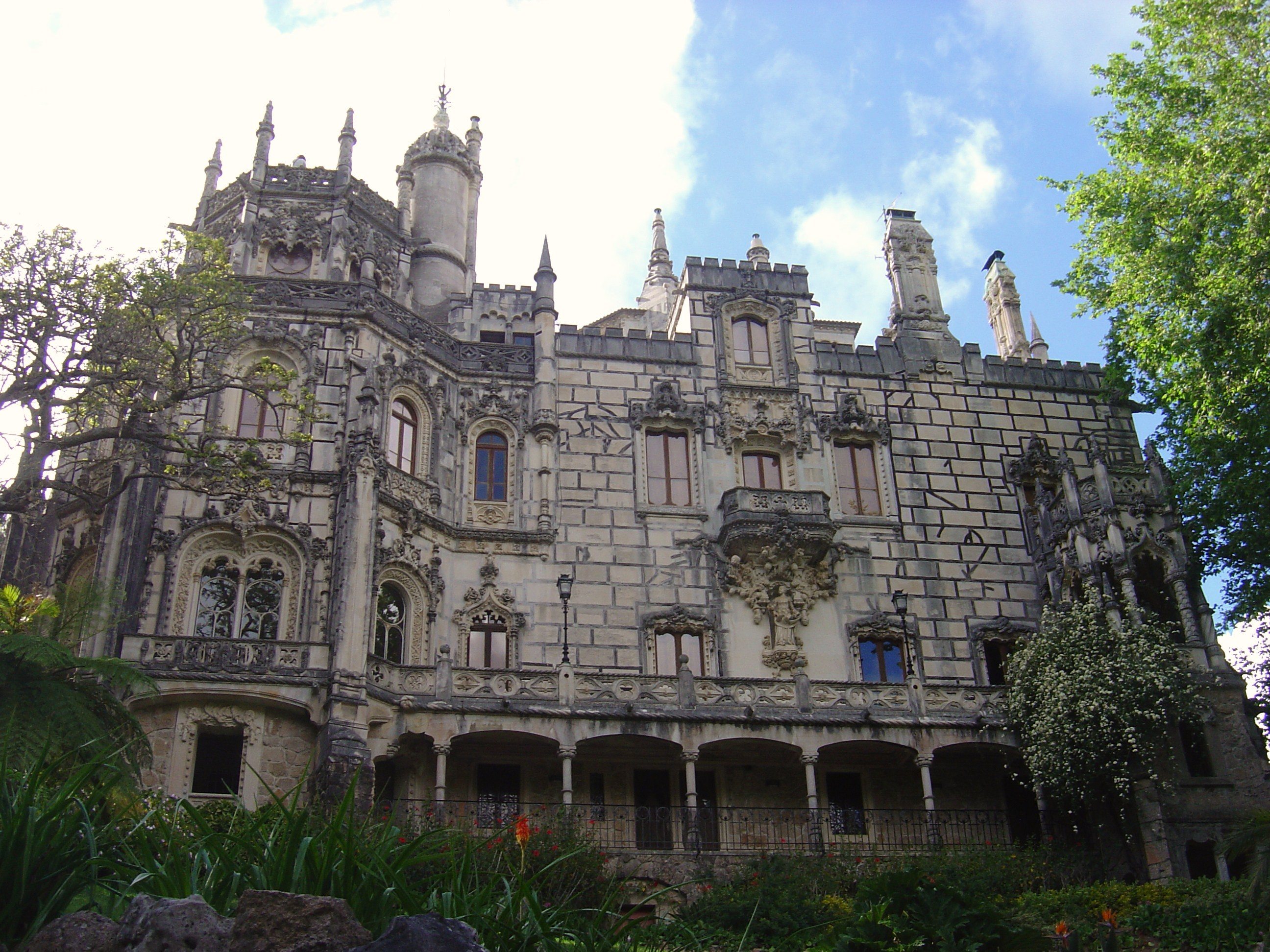
Главный фасад
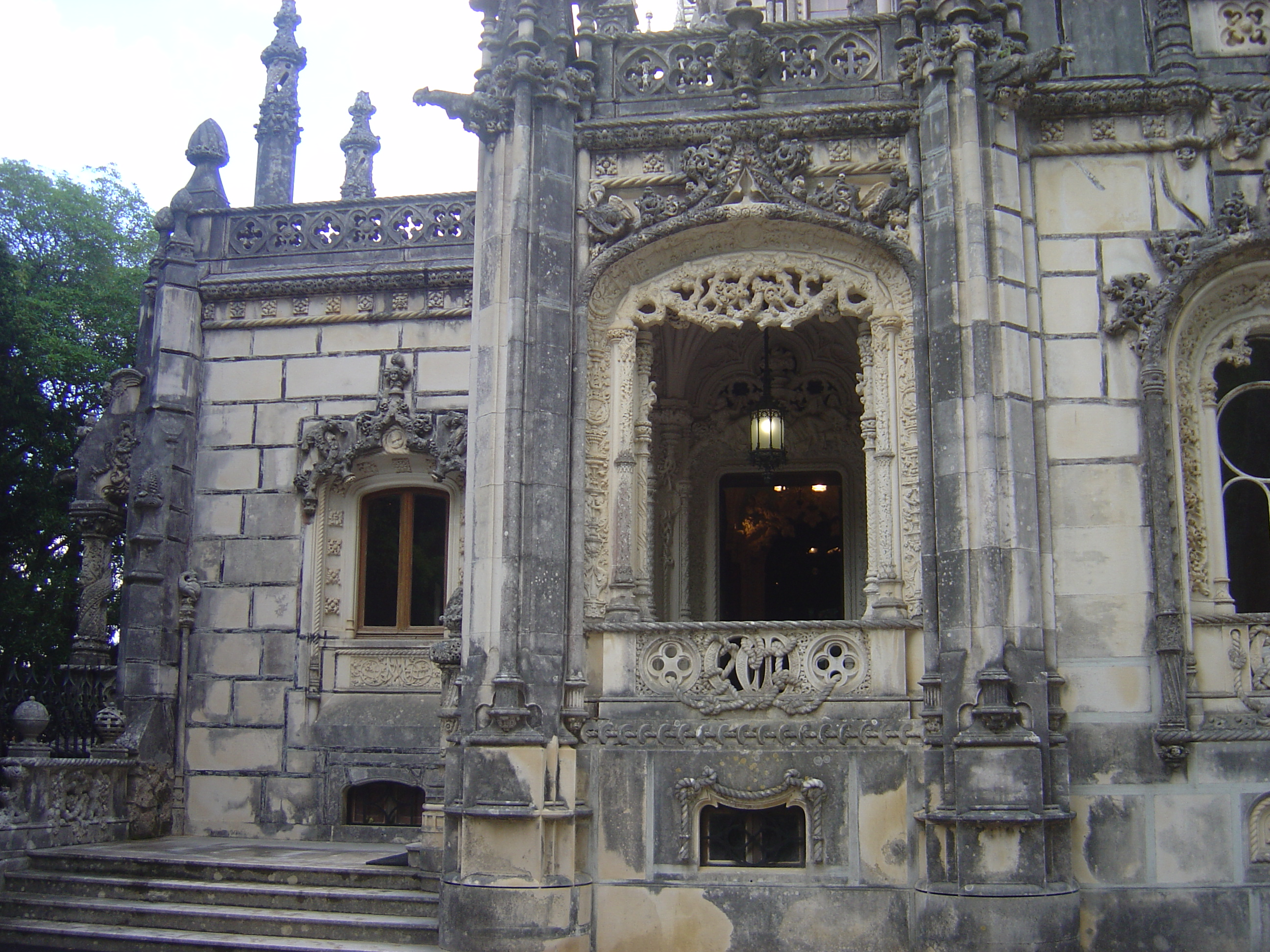
Главный вход во дворец
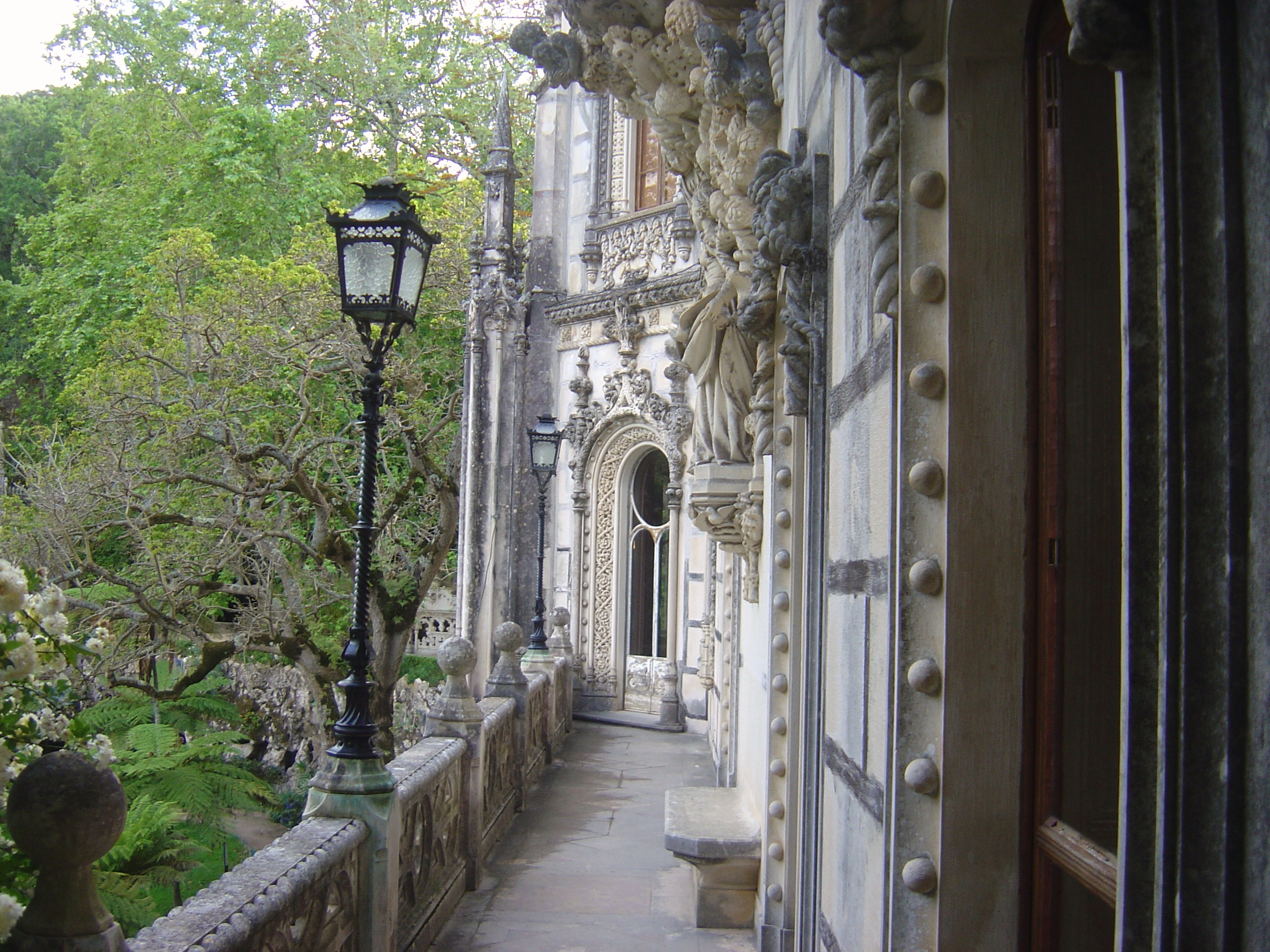
Балкон
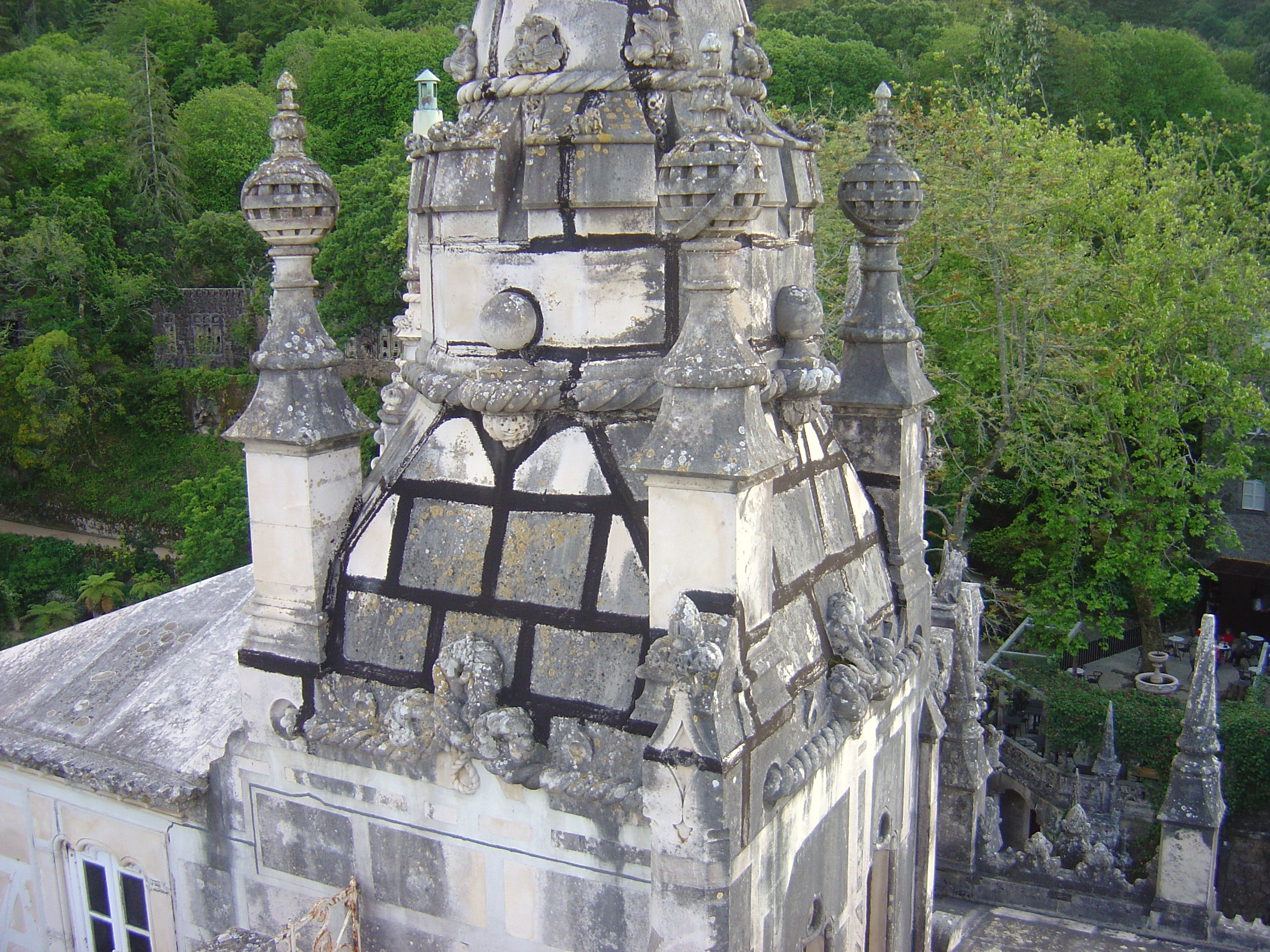
Башня в стиле мануэлино
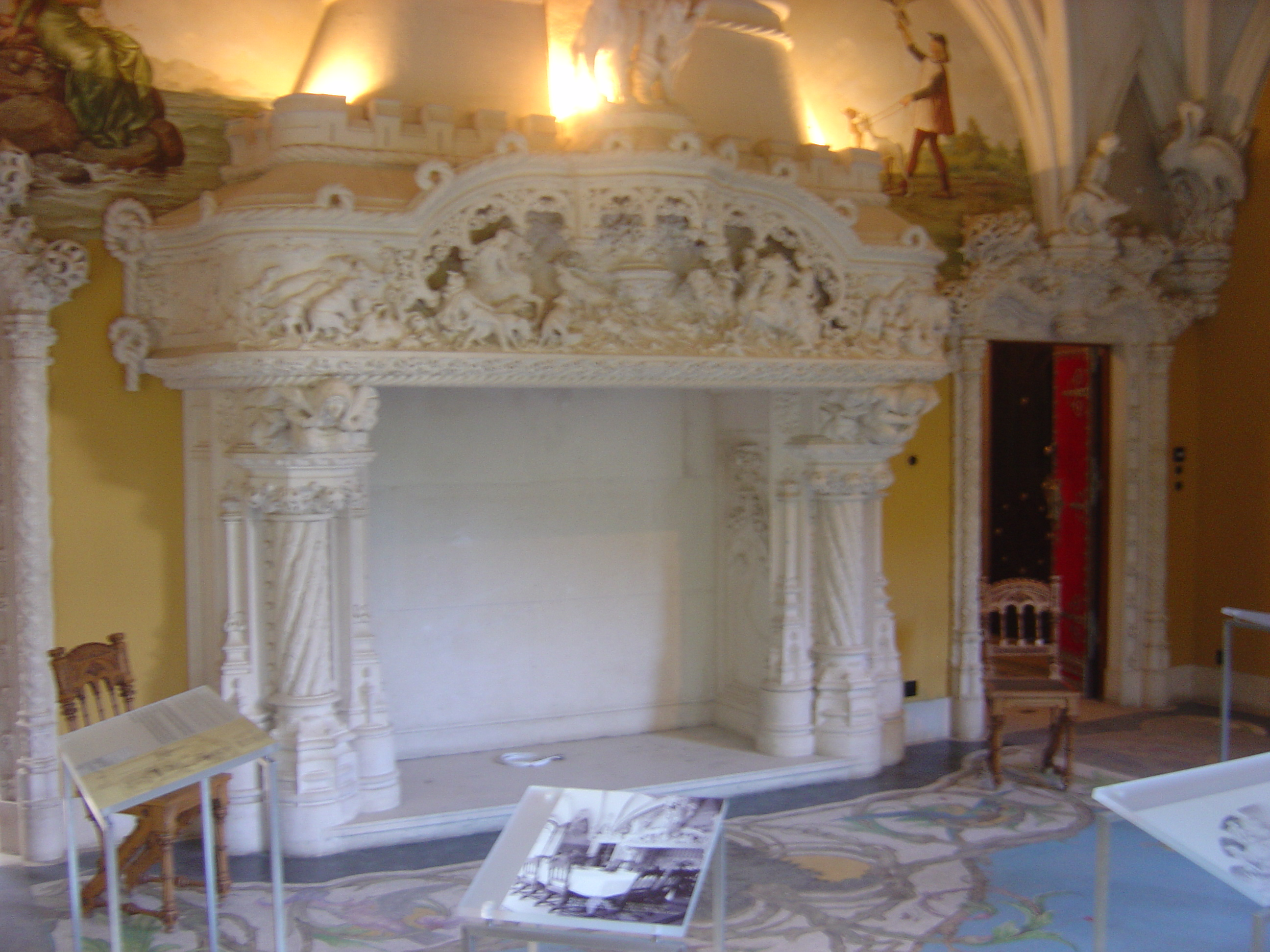
Камин в столовой
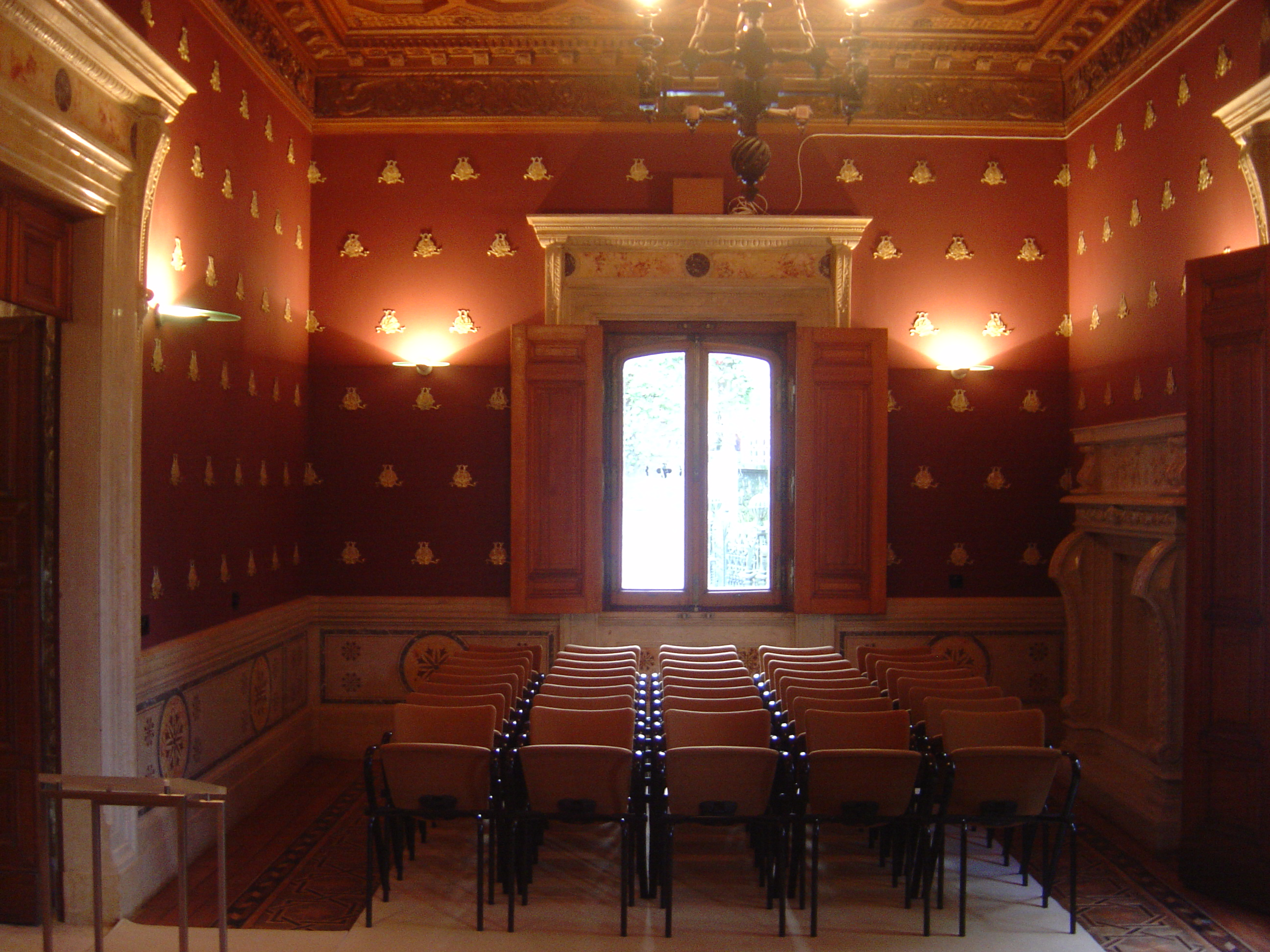
Гостиная
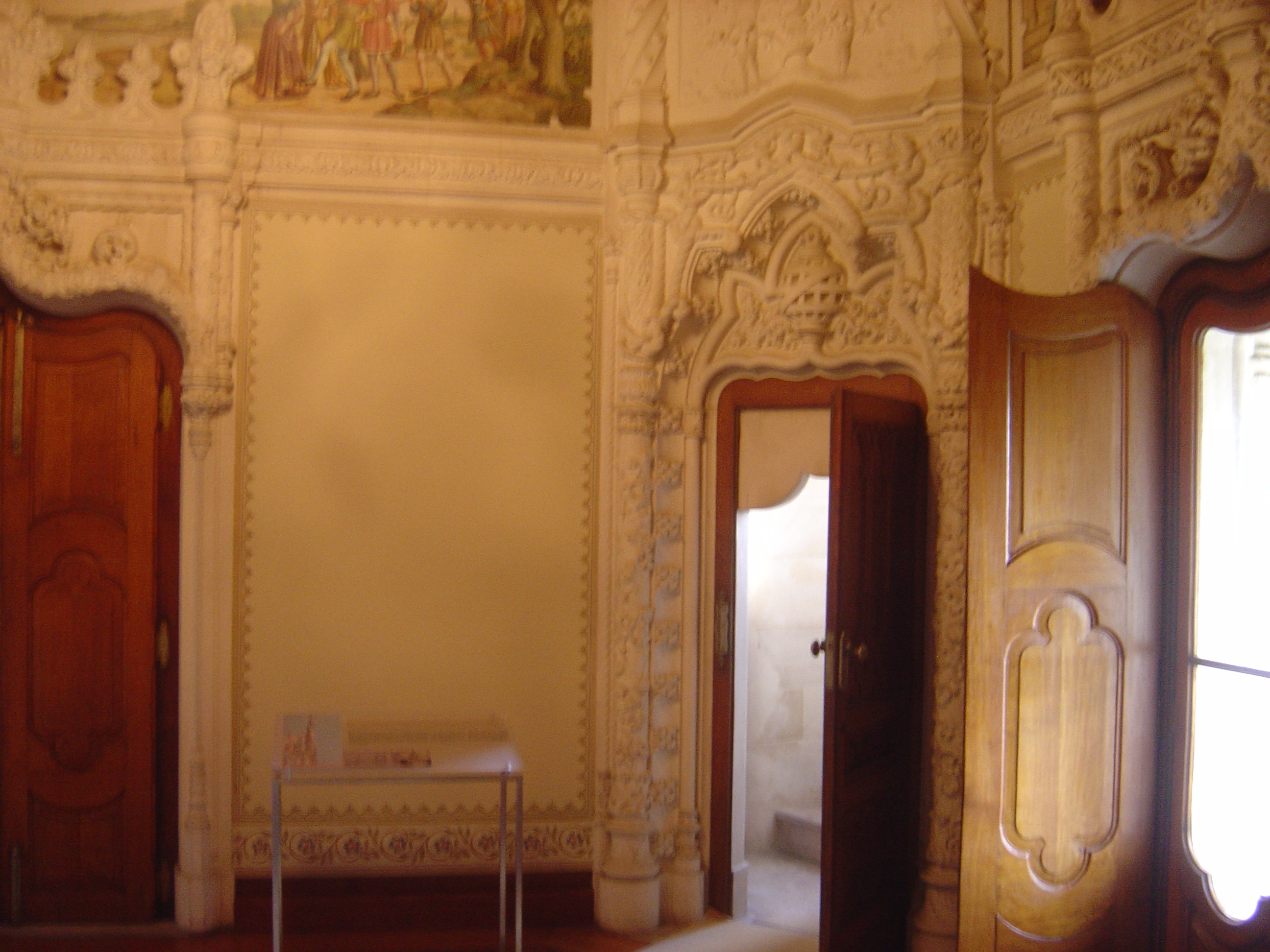
Выход на спиральную лестницу

## Часовня
Римско-католическая часовня высотой в несколько этажей, расположена перед главным фасадом дворца и стилистически с ним связана. Интерьер часовни богато украшен лепниной, витражами и фресками, на которых изображены Тереза Авильская, Антоний Падуанский и другие святые католической церкви. На полу часовни выложено изображение армиллярной сферы — символ завоеваний Португалии в эпоху великих географических открытий, являющийся одним из основных элементов герба Португалии, и эмблема Ордена Христа, заключённая в пентаграмму.

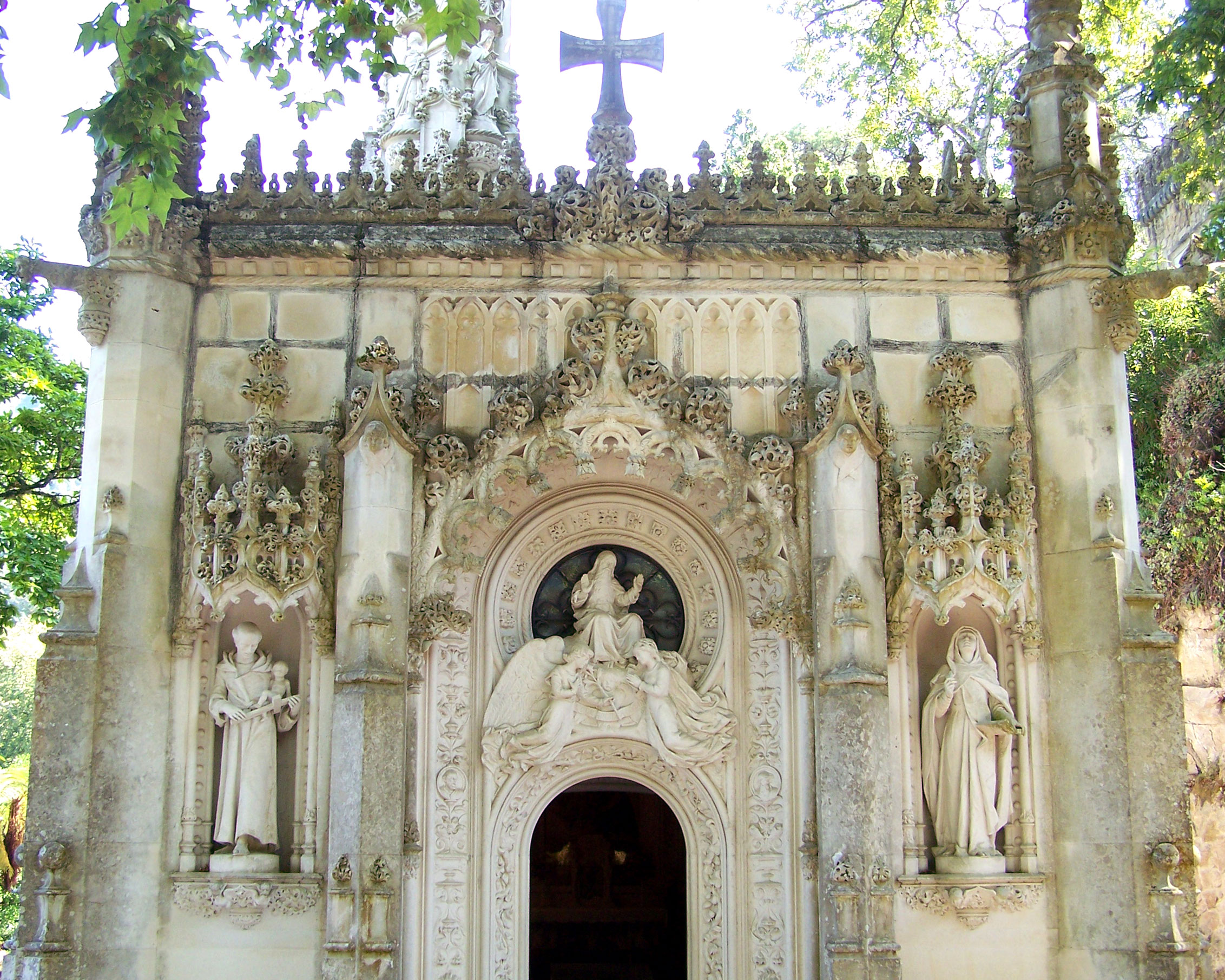
Главный вход
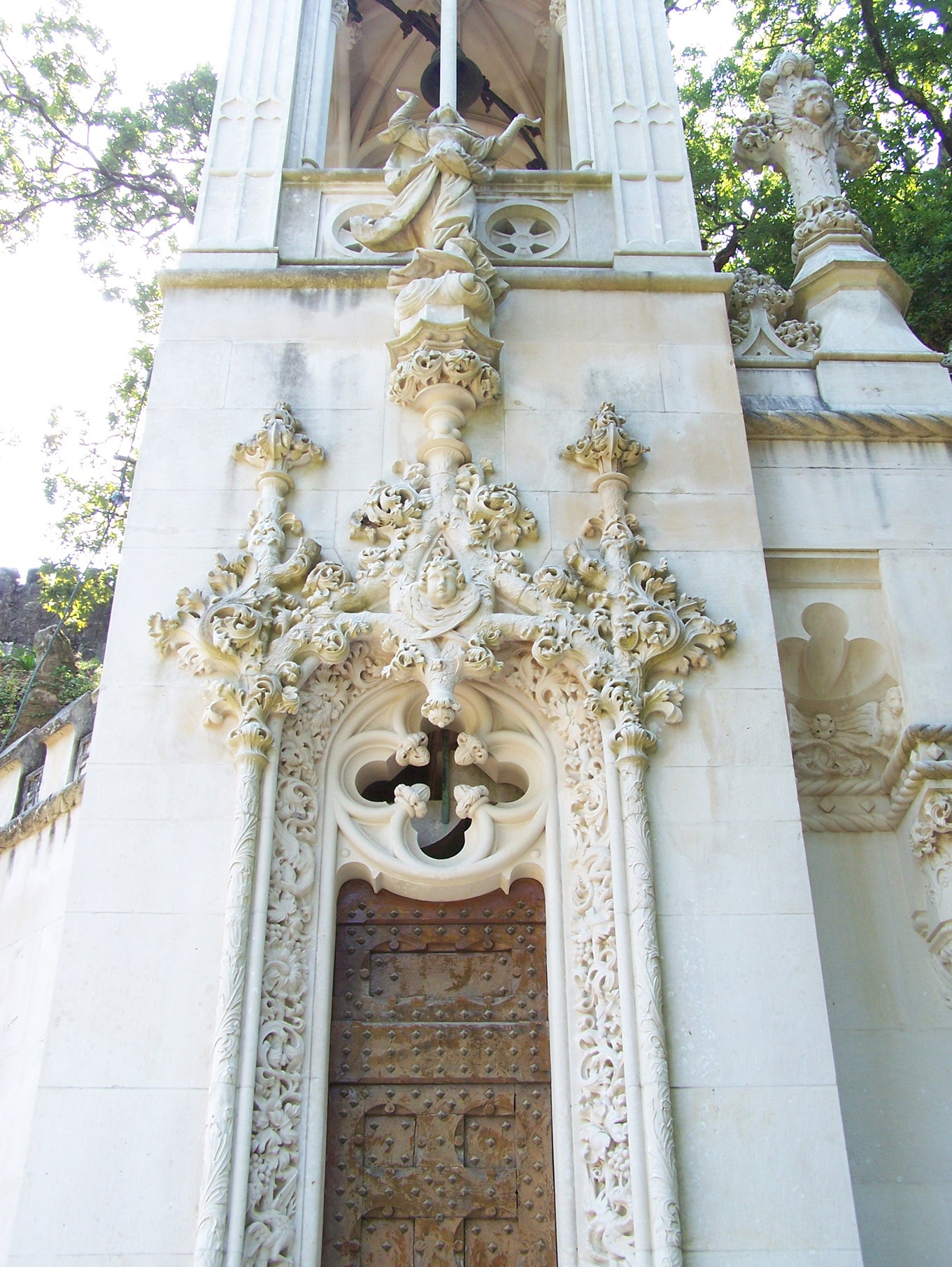
Боковой вход
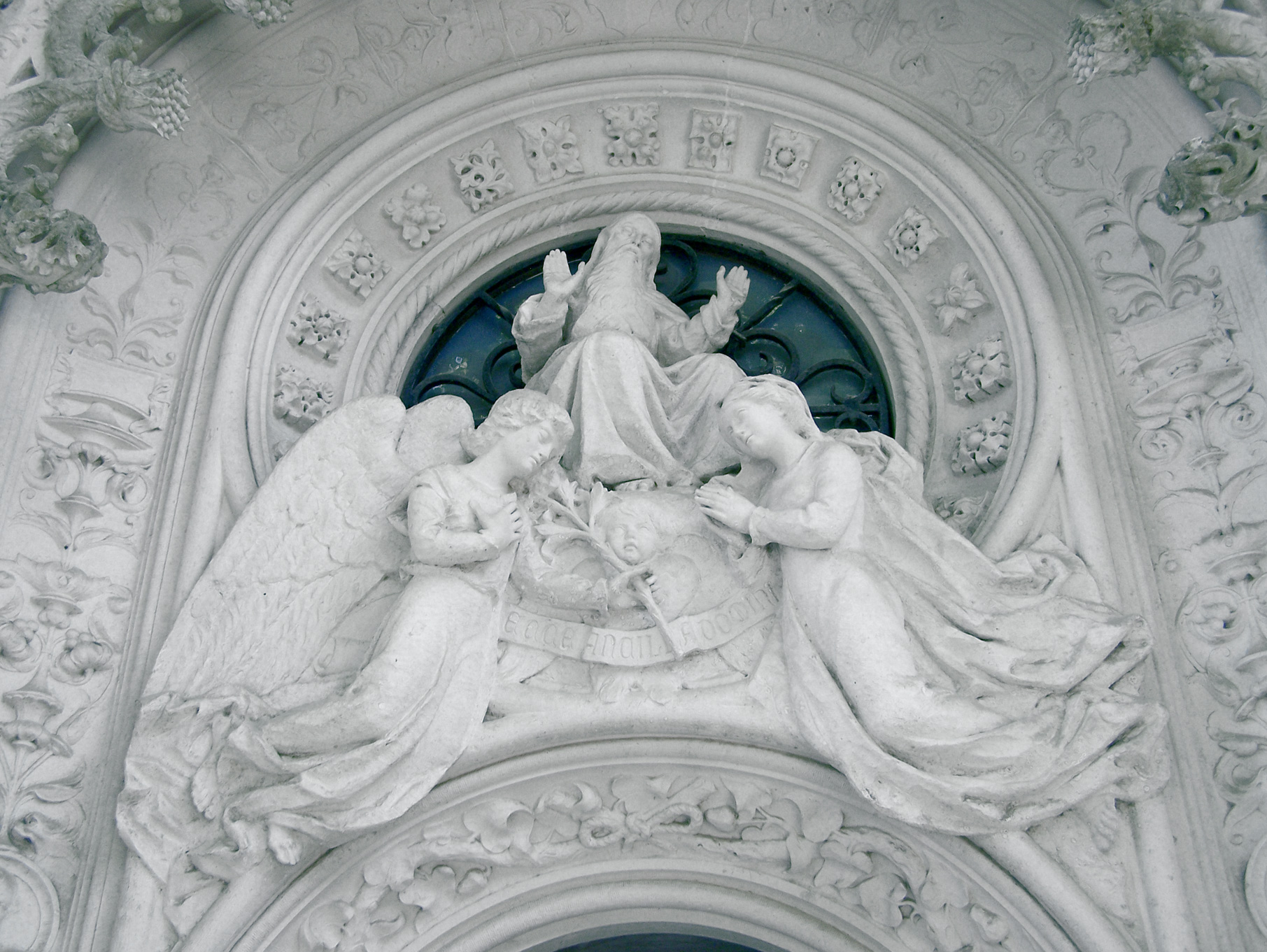
Лепнина над главным входом
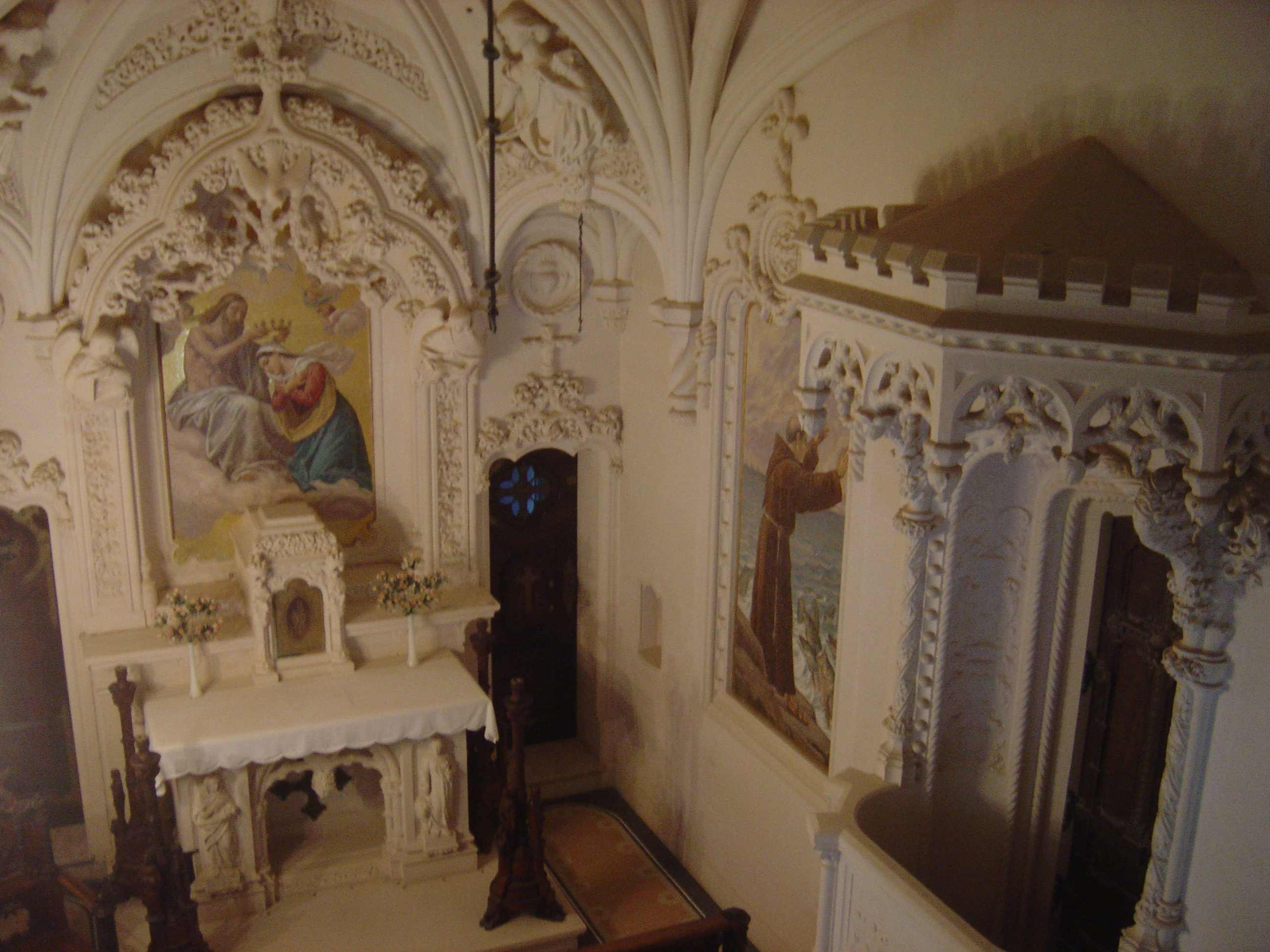
Интерьер
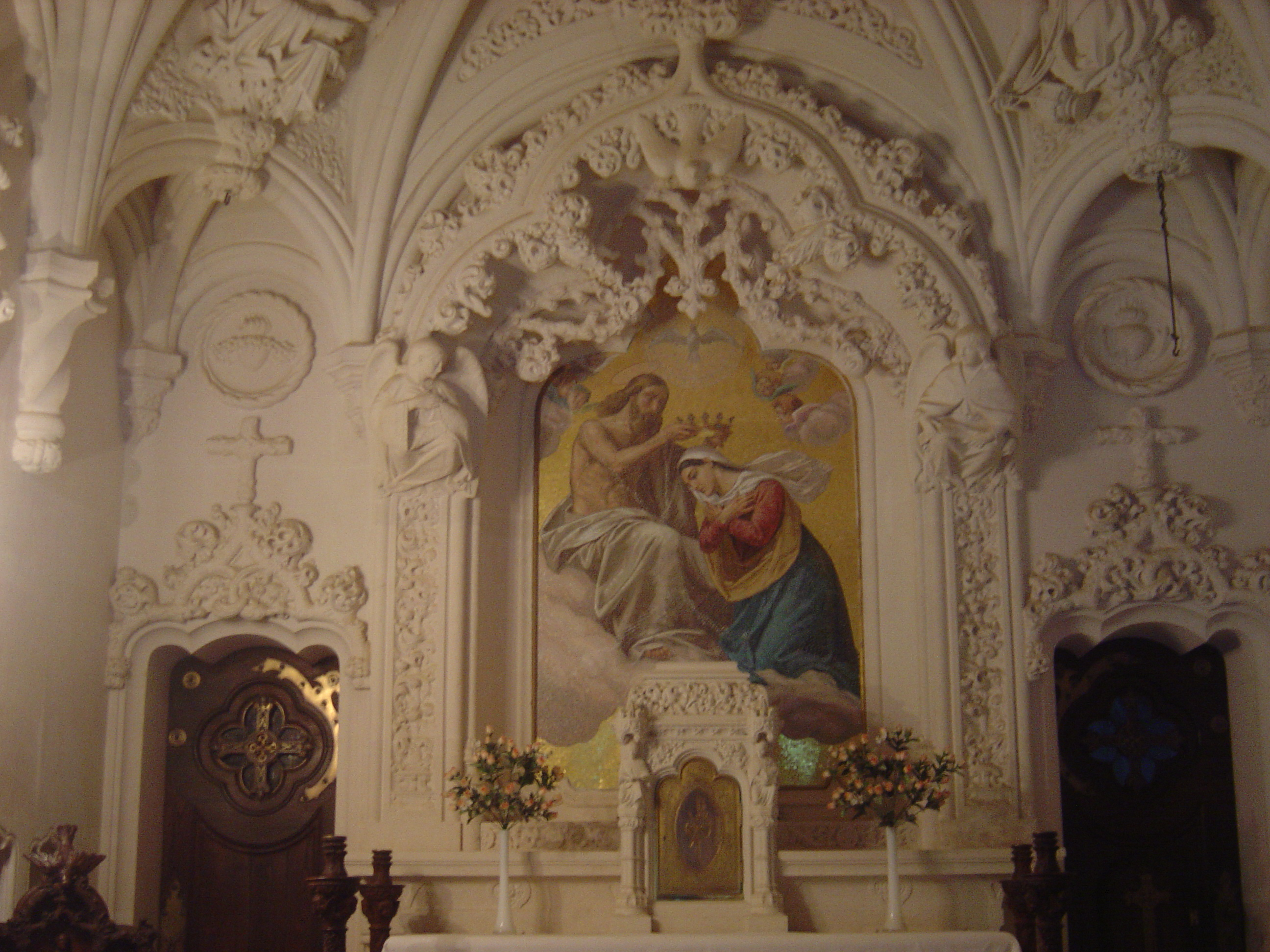
Фреска над алтарём: Иисус коронует Деву Марию
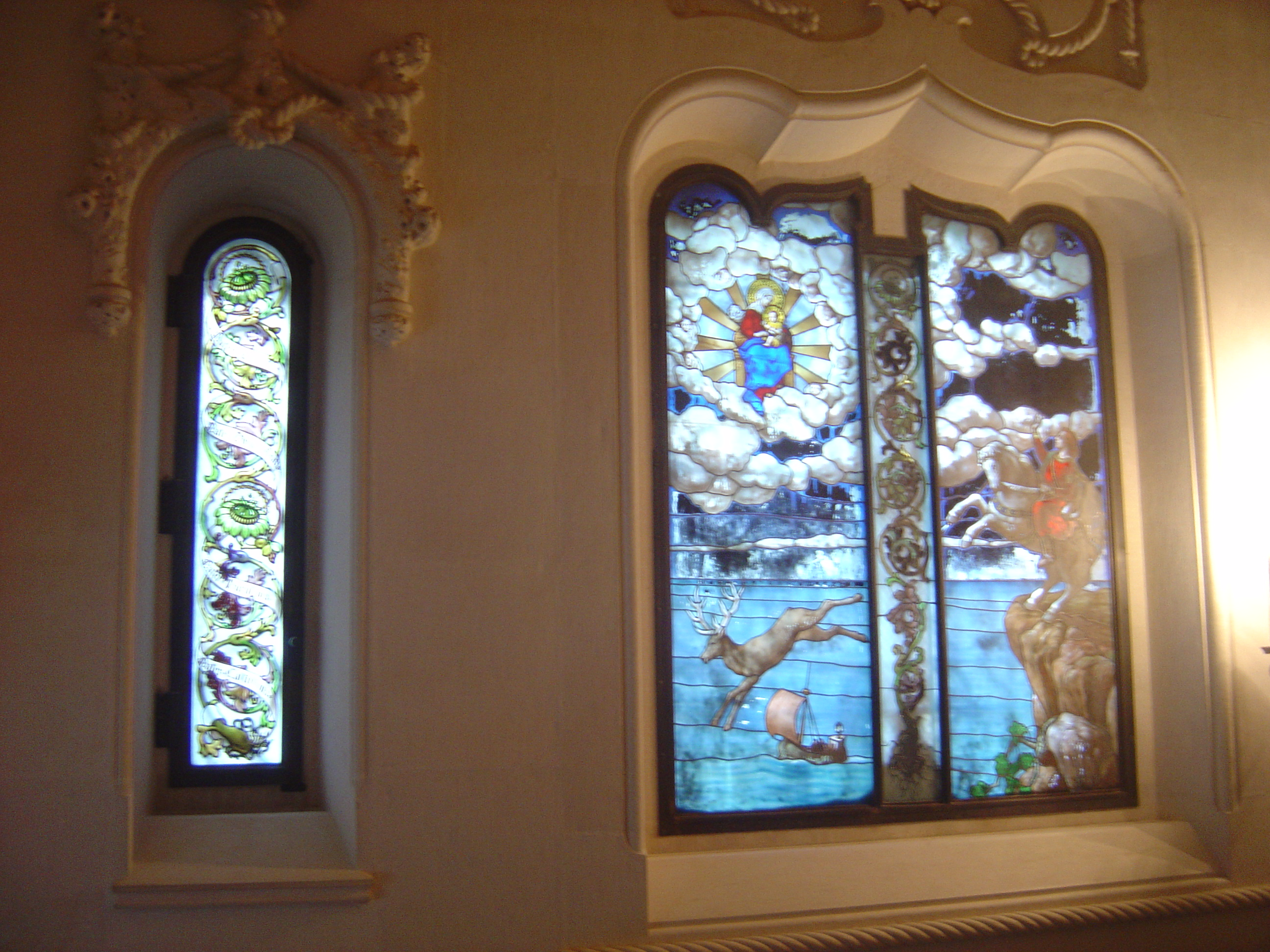
Витраж, изображающий чудо в Назаре
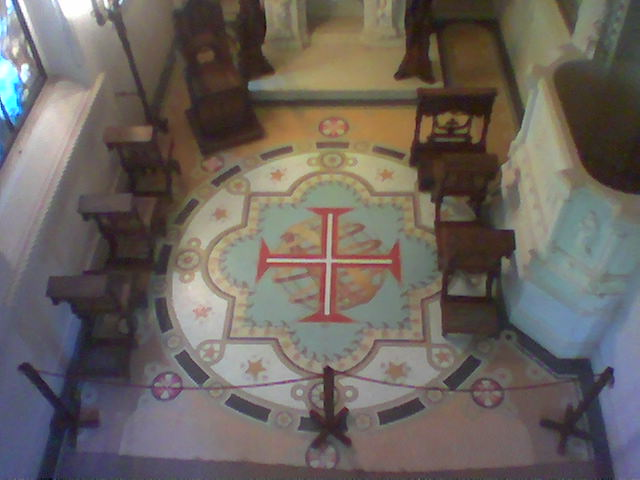
Эмблема Ордена Христа и армиллярная сфера

## Парк
Многоярусный парк, пересекающийся множеством тропинок, террасами спускается со склонов холма. Его планировка и элементы скрывают в себе символы, связанные с различными религиями и религиозными культами, алхимией, масонством, орденами тамплиеров и розенкрейцеров и известными литературными произведениями.
В верхней части парка находится дикий и неухоженный лес, в то время как в нижней — облагороженный руками человека. Наряду с такими «природными» элементами садово-парковой архитектуры, как озёра, каналы, гроты и пещеры с подземными тоннелями, парк украшают высокие башни, беседки, резные скамейки и статуи.

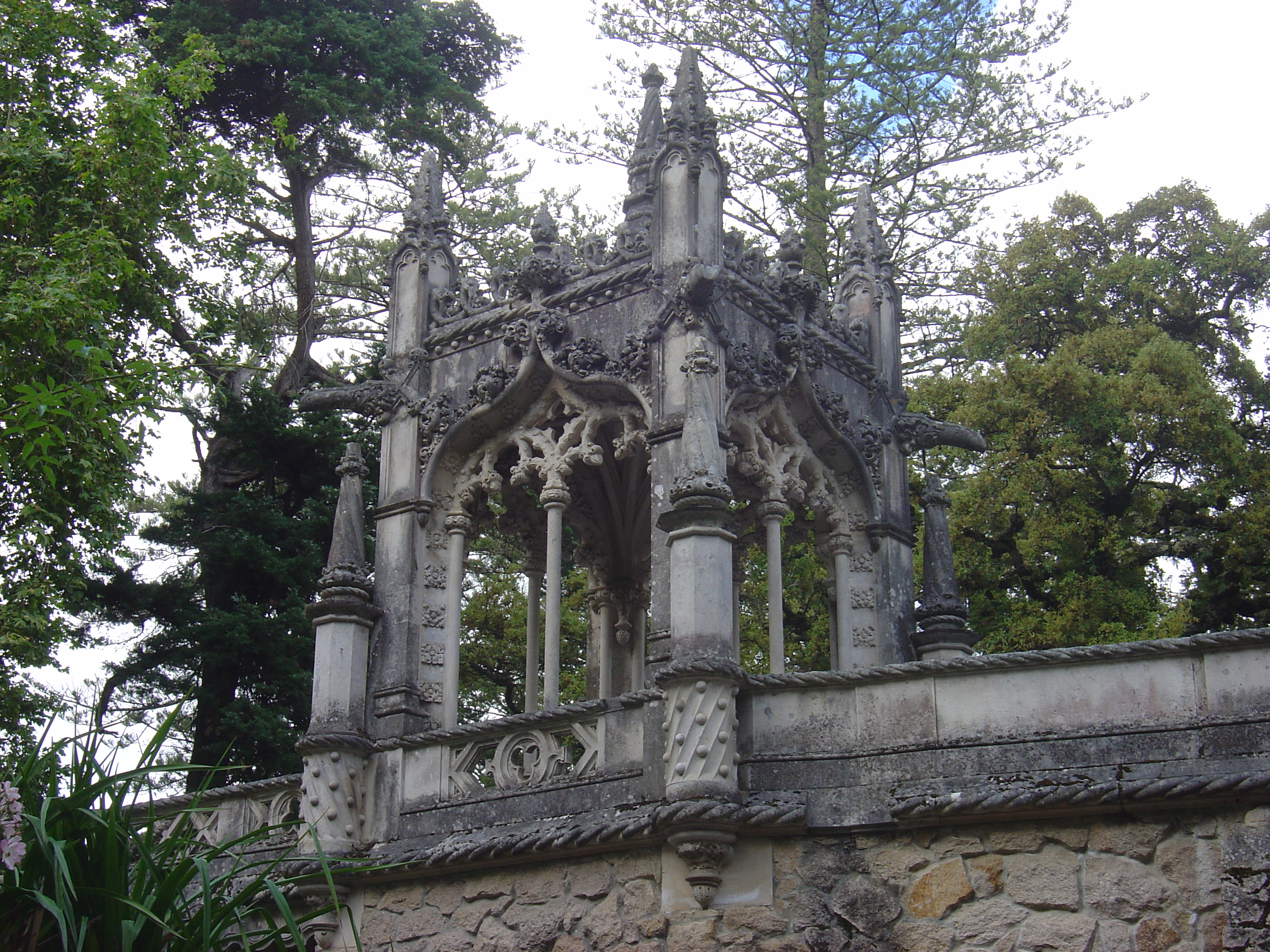
Беседка
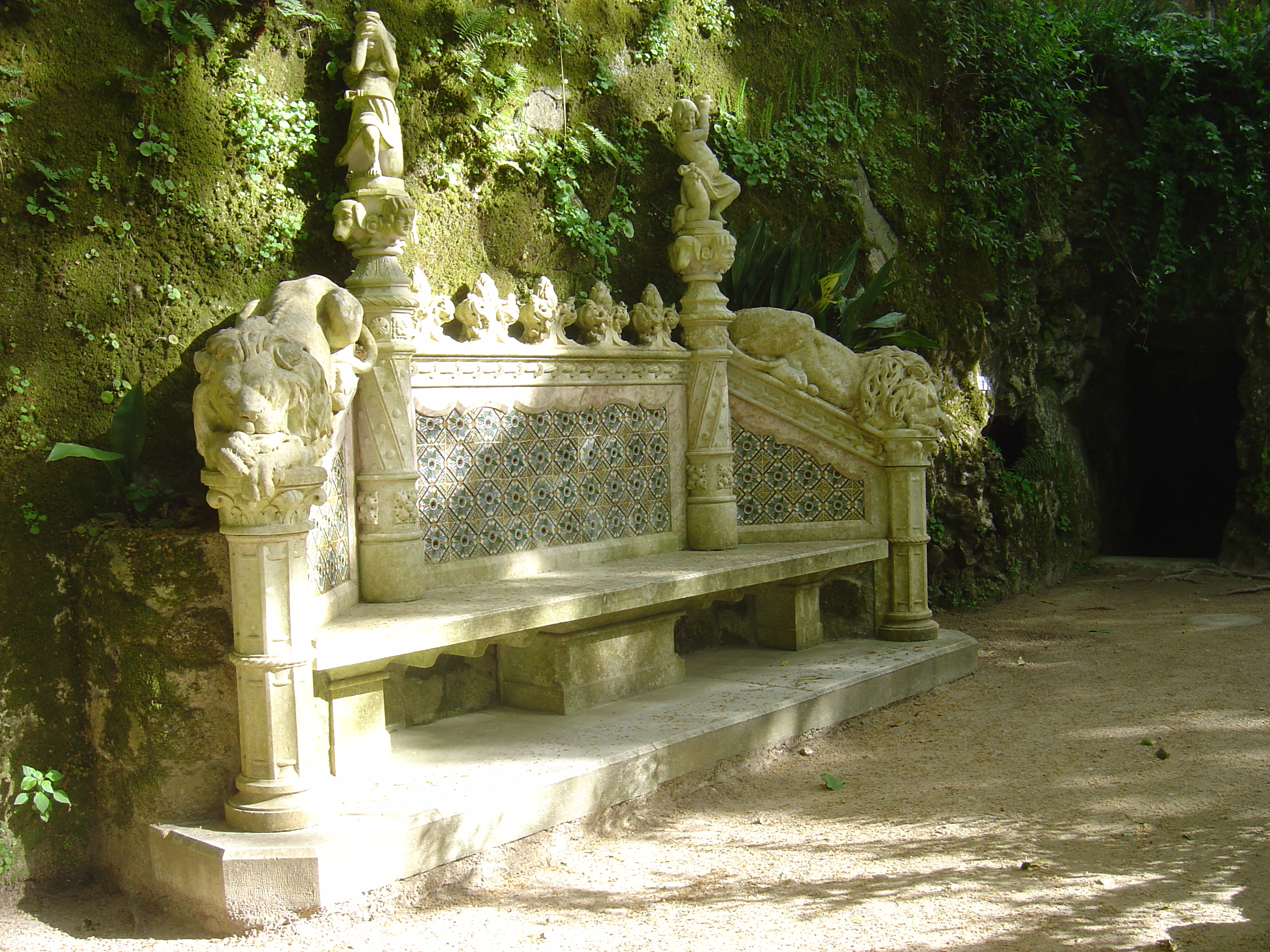
Скамья между озером и лоджией
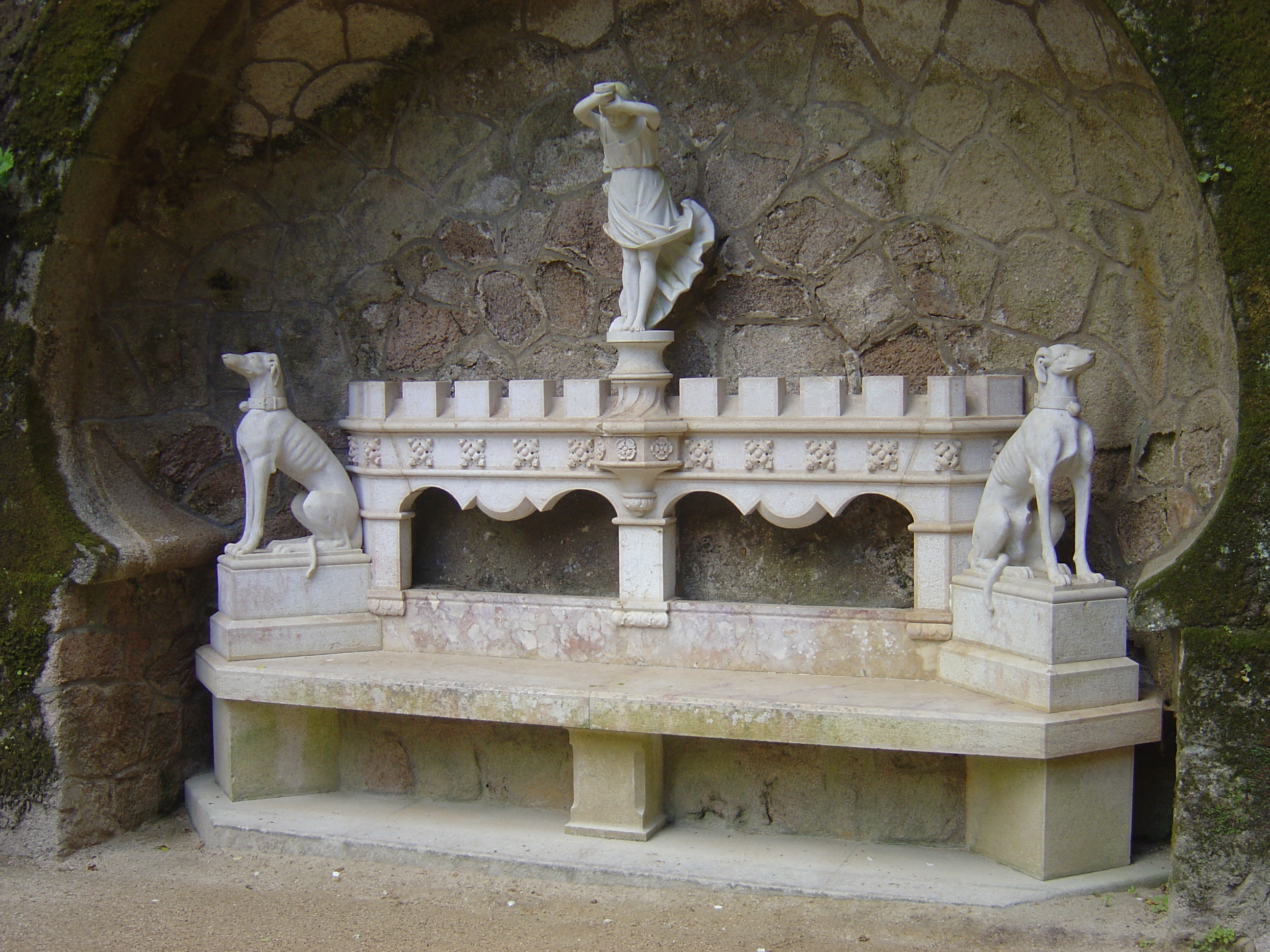
Скамья между озером и фонтаном
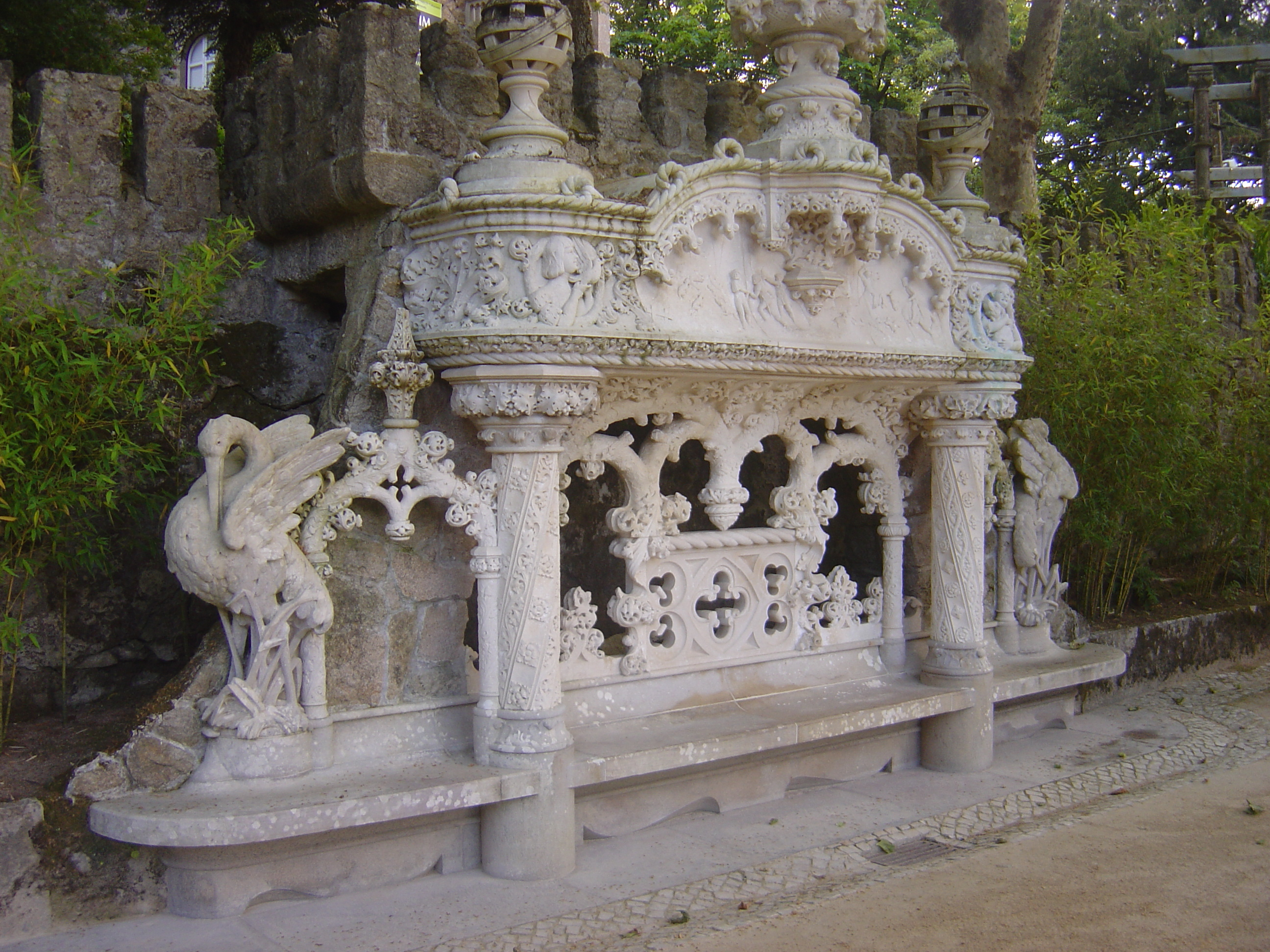
Скамья между часовней и дворцом

### Колодец посвящения
«Колодец посвящения», уходящий вглубь земли, окружает спиральная галерея, украшенная многочисленными арочными проёмами. Галерея состоит из девяти пролётов по пятнадцать ступеней каждый. Согласно легенде, эти девять уровней символизируют девять кругов ада, чистилища и рая, описанные Данте. На дне колодца выложен герб Монтейру — восьмиконечная звезда, в которую вписан крест тамплиеров. На стене изображён сияющий треугольник — один из символов масонства. Существовало мнение, что колодец служил для религиозных церемоний масонского братства, однако документального подтверждения этому не нашлось.

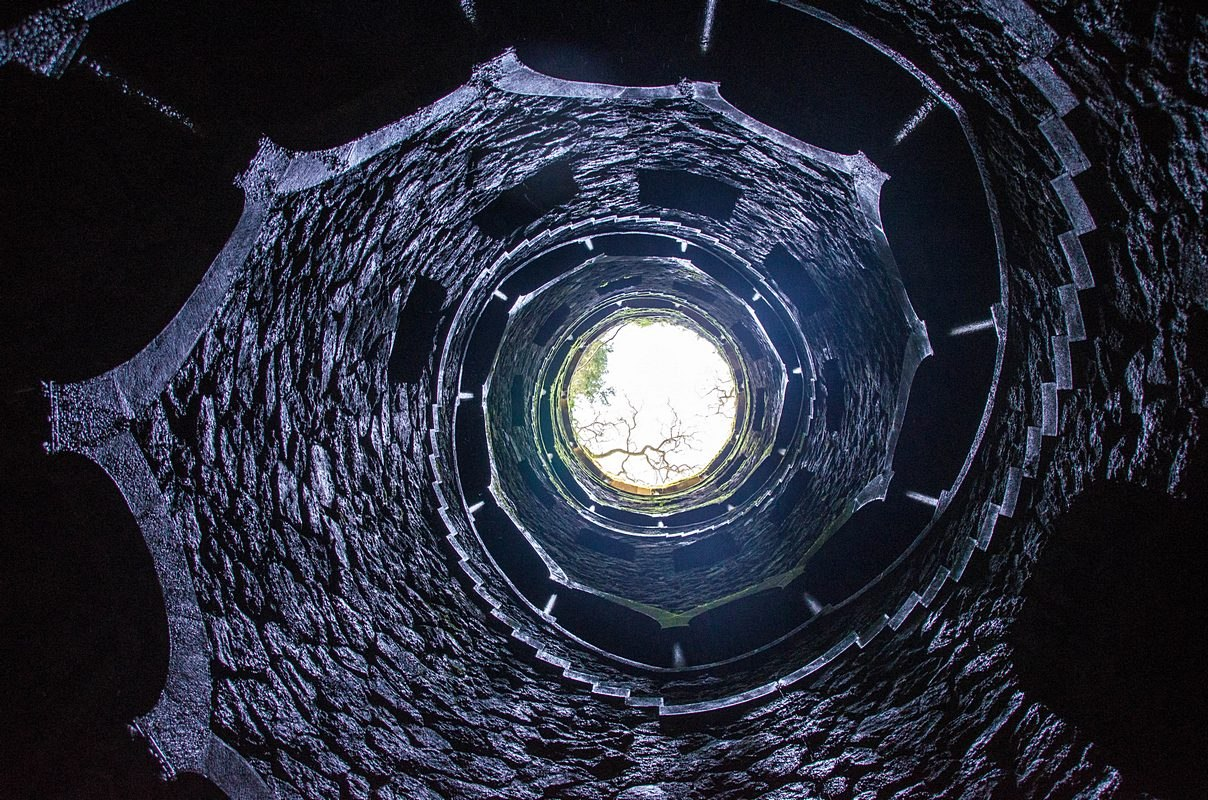
Вид со дна колодца

### Туннели
Система туннелей имеет множество входов и выходов, ведущих к часовне, гротам, озеру с водопадом и другим достопримечательностям. Символически они интерпретируют путешествие между светом и тьмой, смертью и воскрешением.

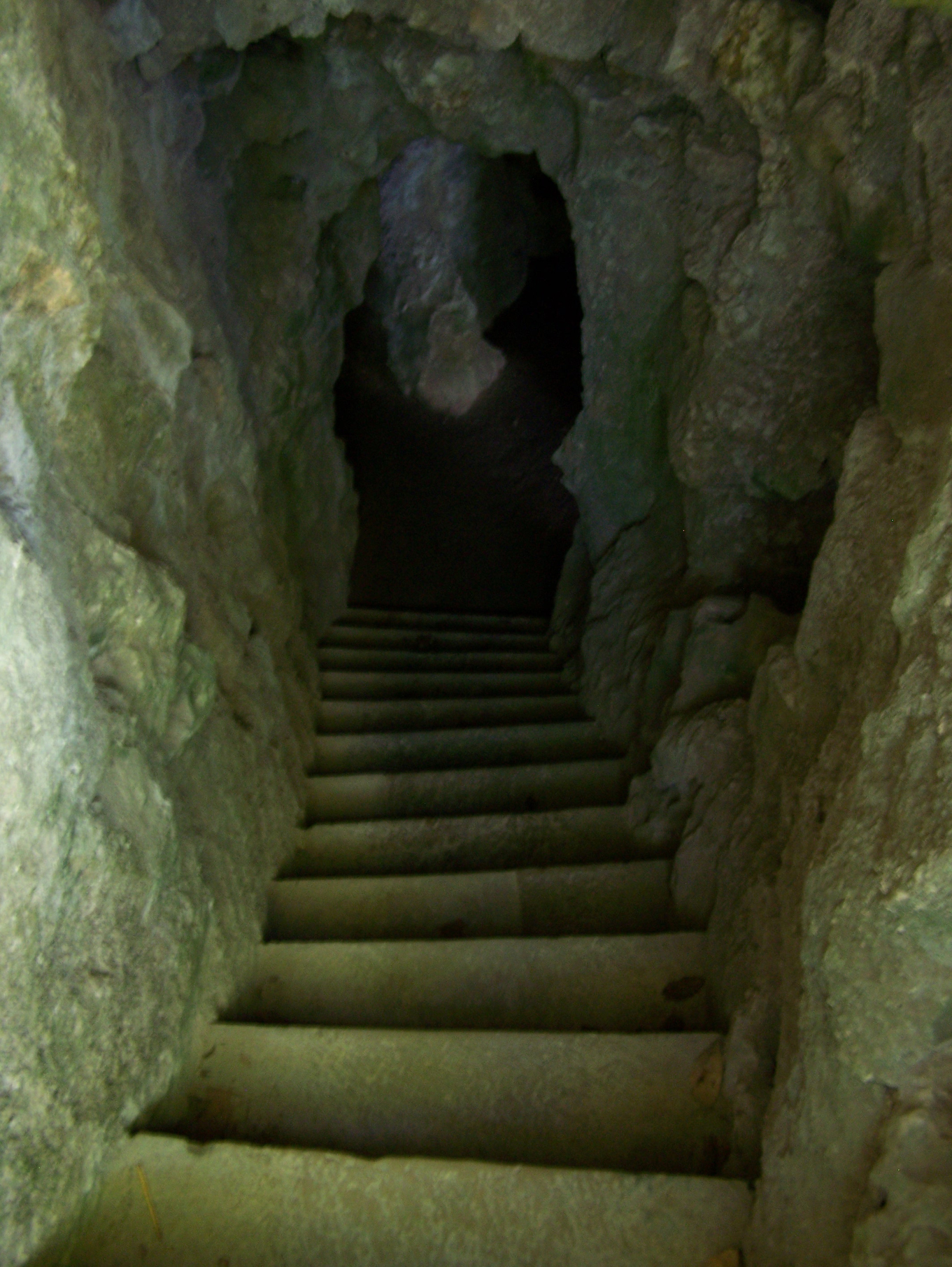
Вход в грот
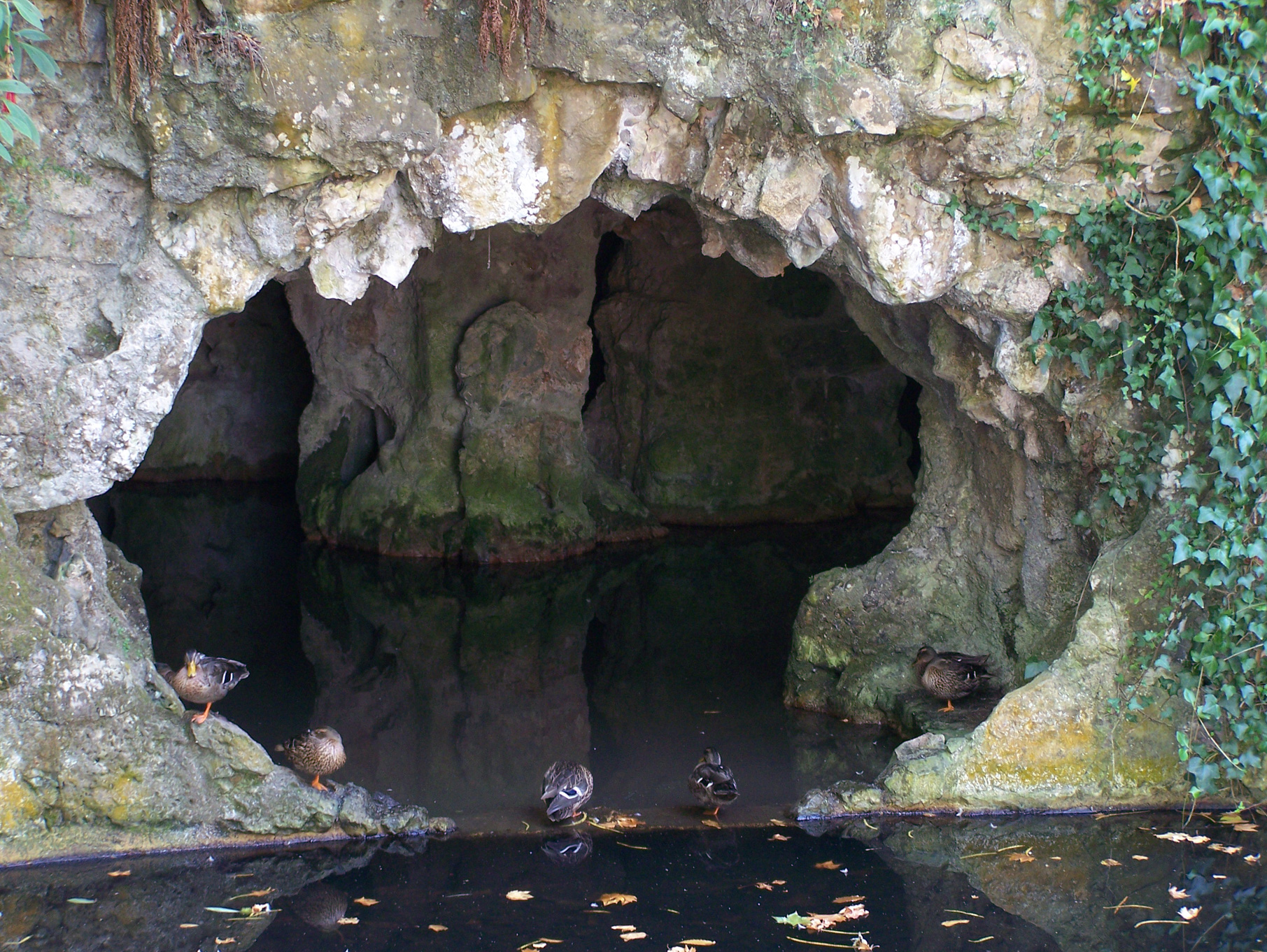
Грот. Вид со стороны озера
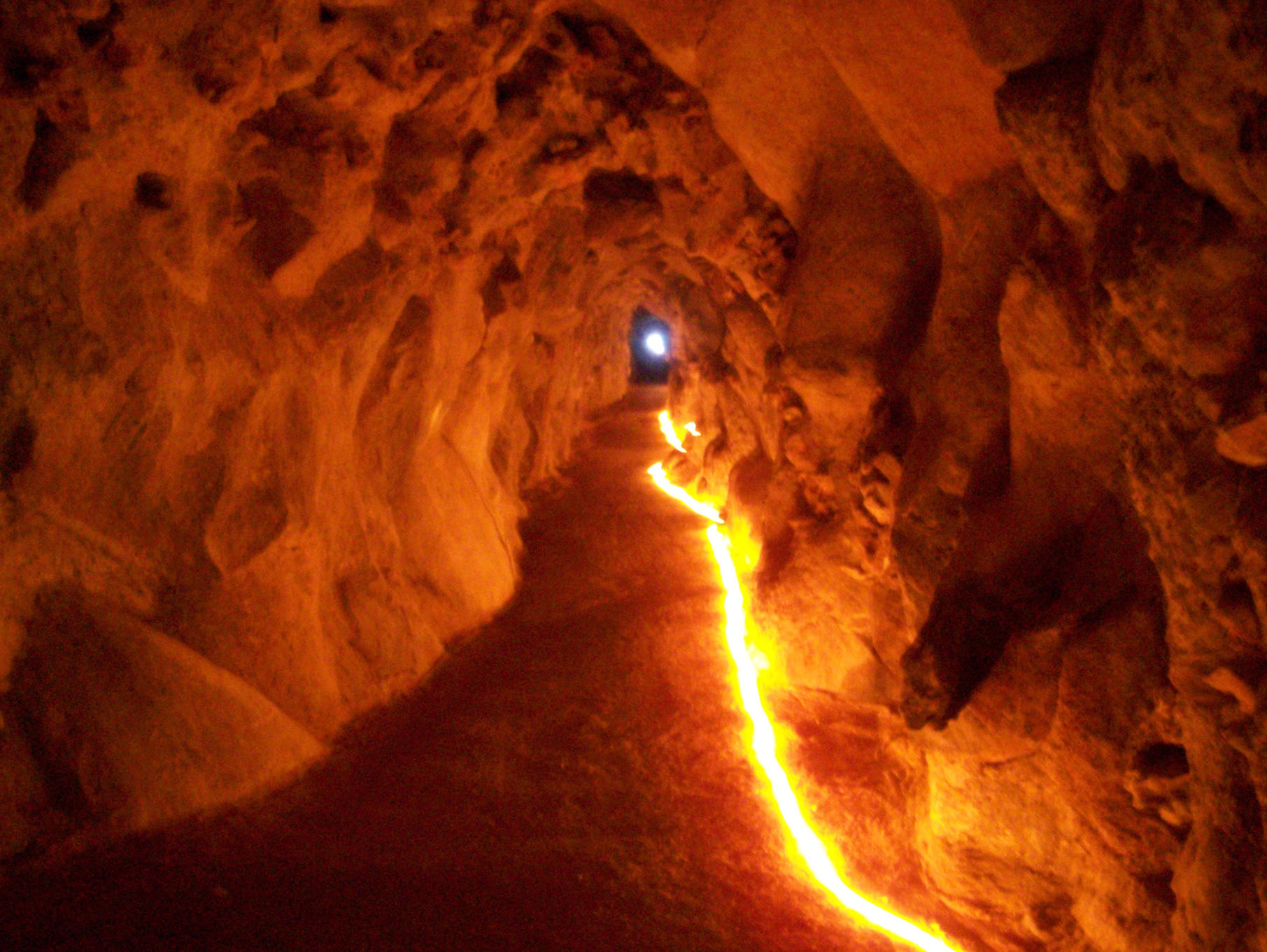
Тоннель восточного грота
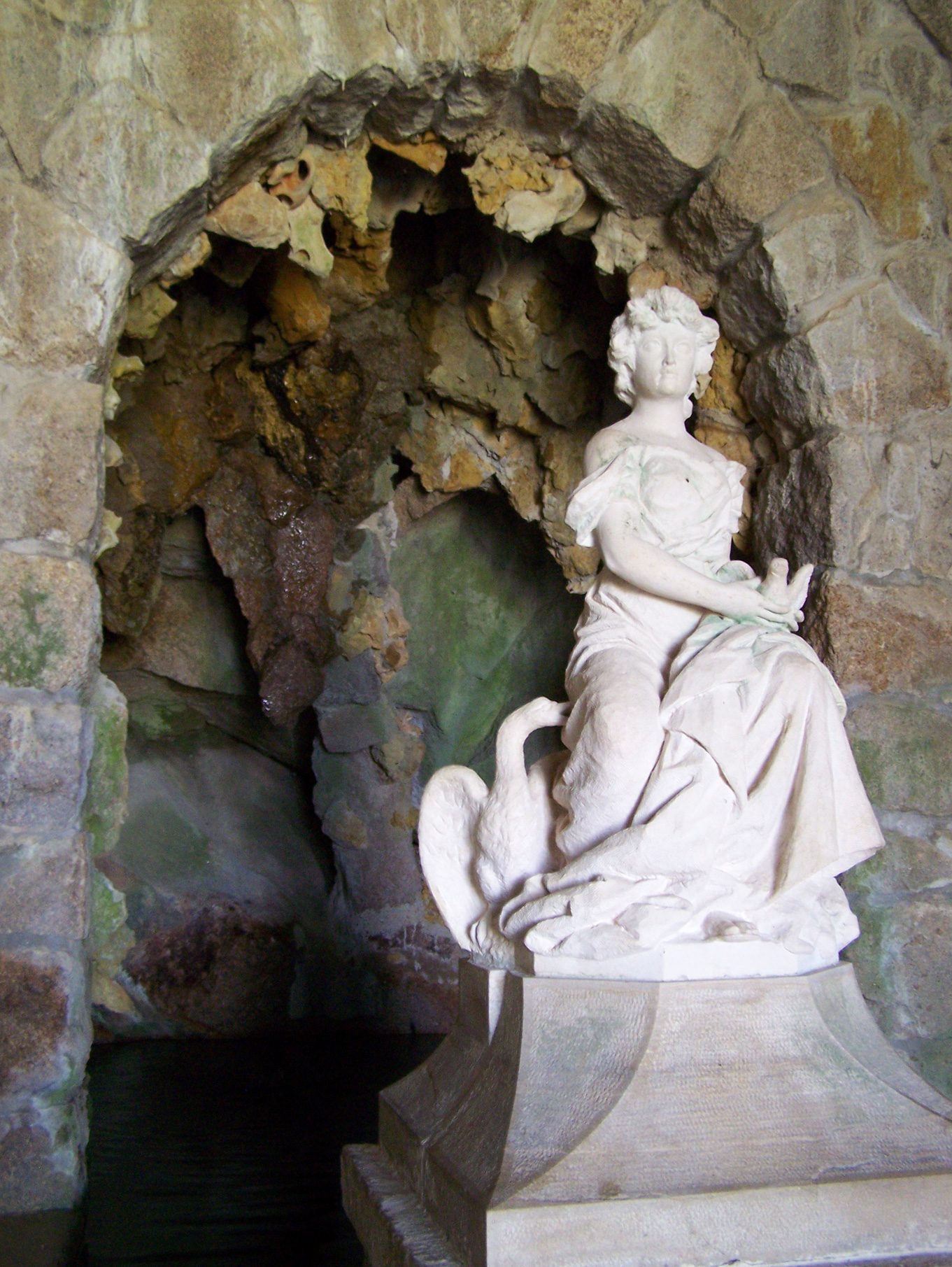
Пещера Леды

### Аквариум
Вода является одним из важнейших элементов парка — кроме каналов и фонтанов на территории находятся два искусственных озера. «Аквариум» создан так, словно он является естественной частью скалы. В настоящее время этот объект находятся в состоянии консервации.

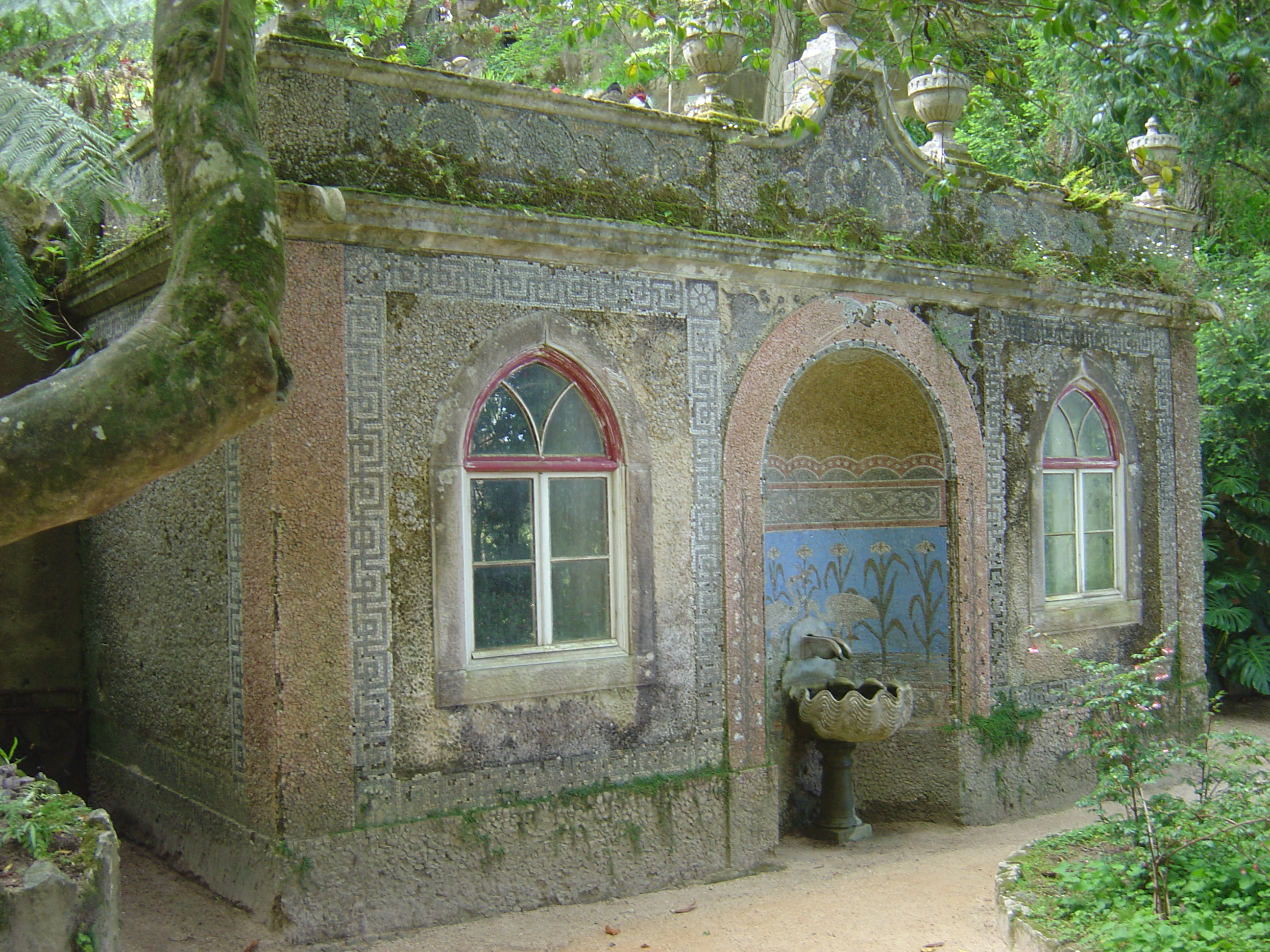
Фонтан ибиса
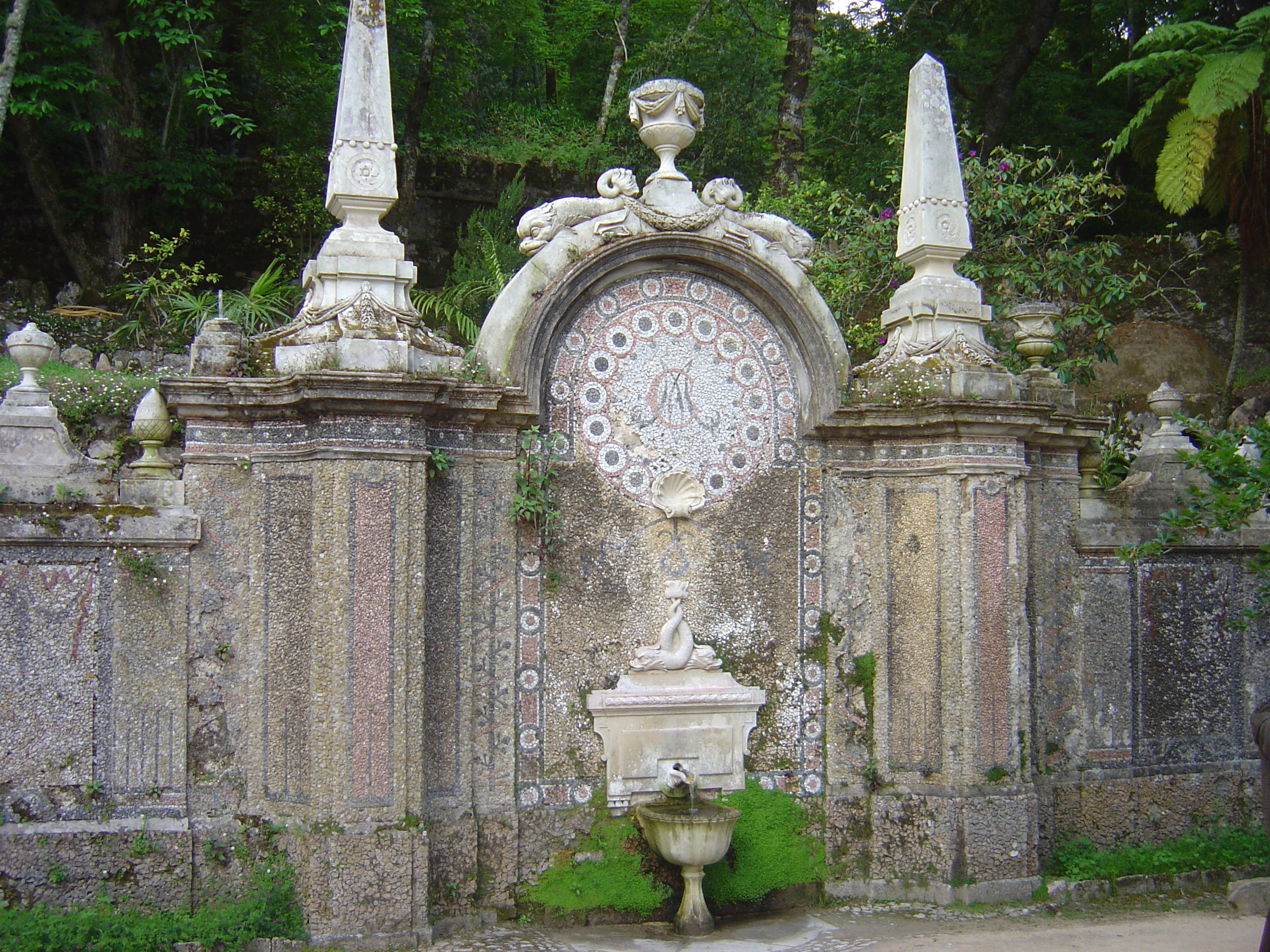
Источник изобилия
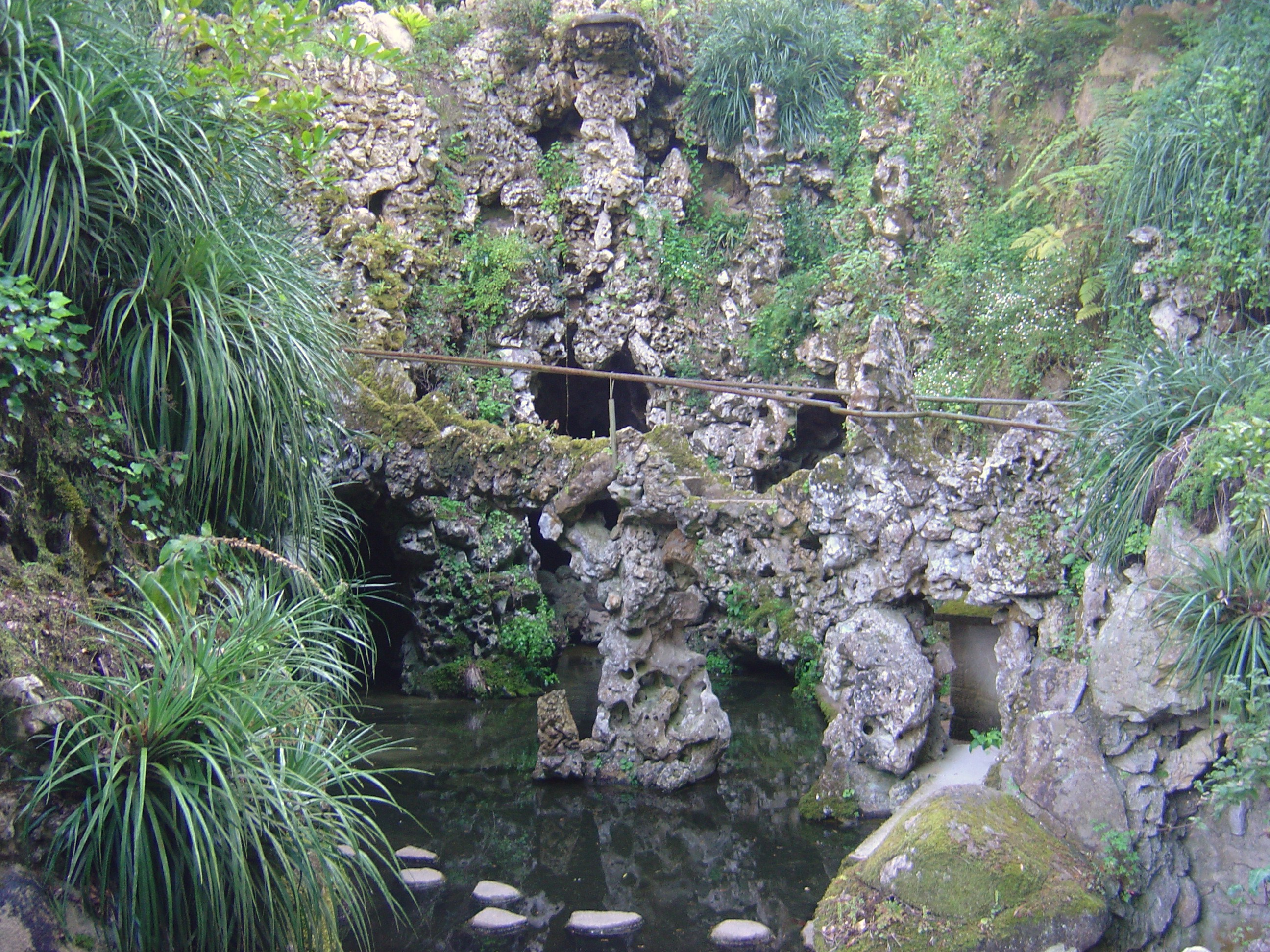
Озеро с водопадом и пещеры
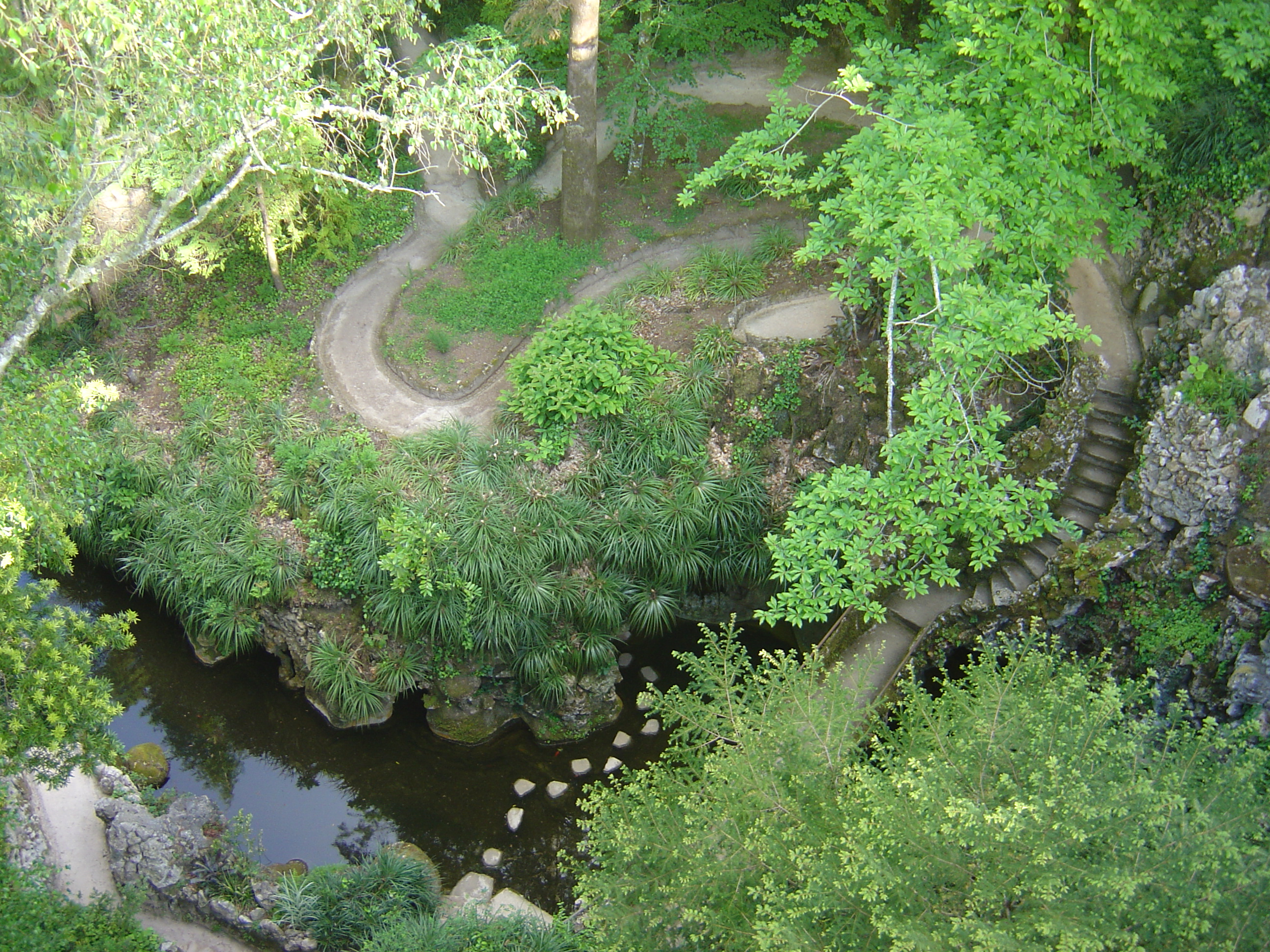
Вид с террасы на Озеро с водопадом